# Arquieparquia de Thalassery
A Arquieparquia de Thalassery ou Arquieparquia de Tellicherry (Tellicherriensis) é uma arquieparquia da Igreja Católica Siro-Malabar situada na Costa do Malabar, em Kerala, na cidade de Thalassery, na Índia. É fruto da elevação, em 1995, da Eparquia de Tellicherry, que antes era parte da Diocese de Calicute. Seu atual arquieparca é Joseph Pamplany. Sua sé é a Catedral St. Joseph, em Thalassery.
Possui atualmente 245 paróquias, 7 seminários além de hospitais, colégios e institutos de educação.

## História
A Eparquia de Tellicherry foi erigida em 31 de dezembro de 1953 pela bula papal Ad Christi Ecclesiam regendam de Pio XII, por desmembramento da Diocese de Calicute. A eparquia cresceu rapidamente e tornou-se um baluarte da Igreja Católica Siro-Malabar nesta região dentro de um curto período, graças as imigrações que ocorriam na região.
Em 1973, ocorre o desmembramento da Eparquia de Mananthavady. Em 1986, a eparquia é desmembrada novamente, dando origem à Diocese de Thamarasserry.
Em 18 de maio de 1995, por meio da bula papal Spirituali bono Christi fidelium do João Paulo II, é elevada a arquieparquia metropolitana. Em 1999, desmembra-se a Diocese de Belthangady, sua sufragânea.

## Episcopados
Administração local:

### Bispos
- Mar Sebastian Valloppilly (1955 - 1989)
- Mar George Valiamattam (1989 - 1995)

### Arquieparcas
- Mar George Valiamattam (1995 - 2014)
- Mar George Njaralakatt (2014 - 2022)
- Mar Joseph Pamplany (desde 2022)